# Kollektive Biografie
Kollektive Biographie oder Kollektivbiographie ist die Bezeichnung für eine Methode der historischen Sozialforschung.
In einer frühen deutschsprachigen Veröffentlichung definierte Wilhelm Heinz Schröder die kollektive Biographie als „die theoretisch und methodisch reflektierte, empirische, besonders auch quantitativ gestützte Erforschung eines historischen Personenkollektivs in seinem jeweiligen gesellschaftlichen Kontext anhand einer vergleichenden Analyse der individuellen Lebensläufe der Kollektivmitglieder.“ Die Zugehörigkeit zum Kollektiv wird dabei durch ein charakteristisches Merkmal, zum Beispiel durch eine erreichte Position, bestimmt.
Wird die Methode im Rahmen einer Forschungsarbeit eingesetzt, so kann davon gesprochen werden, dass dem Projekt ein kollektivbiographischer Ansatz zugrunde liegt.
Bereits seit den 1960er-Jahren versuchte Lawrence Stone die kollektivbiographische Forschung unter dem im Deutschen missverständlichen Begriff Prosopography zu beleben. Der Terminus Prosopographie wird in der deutschsprachigen Geschichtswissenschaft, insbesondere in den Bereichen der Altertumswissenschaft und der Mediävistik, jedoch gewöhnlich für „ein aus den Quellen […] erarbeitetes Verzeichnis sämtlicher bekannter Personen innerhalb eines Zeitabschnitts“ – etwa die Prosopographia Imperii Romani oder The Prosopography of the Later Roman Empire – gebraucht.